# Filó Machado
José Sérgio Machado conhecido como Filó Machado (Ribeirão Preto, São Paulo, 3 de fevereiro de 1951) é um cantor, compositor, arranjador, instrumentista e produtor brasileiro. Em sua carreira, tem parceria com compositores como, Michel Legrand, Judith de Souza, Cacaso, Sérgio Natureza, Aldir Blanc, Fatima Guedes, Sergio Ricardo, Taiguara, Djavan, Nei Lopes, Jorge Vercillo e Claudio Roditi.

## Biografia
Compositor, Cantor, Arranjador, Produtor, Multi-instrumentista (bateria, violão, teclados e percussão). Irmão do violonista e compositor Celso Machado, radicado no Canadá. Residiu por oito anos na França, onde desenvolveu carreira artística gravando regularmente com artistas daquele país tendo entre seus admiradores Michel Legrand e Paul Mauriat. Retornou ao Brasil fixando residência em São Paulo.
Cantor, compositor, instrumentista e arranjador, nascido em Ribeirão Preto em 3 de fevereiro de 1951.
Aos dez anos começou a atuar em grupos de baile, como New Boys, Acadêmicos de Marília, Birutas do Ritmo e Conjunto Icaraí.
Entre 1967 e 1968 foi trabalhar como cantor e guitarrista no Grupo Black Falcons e gravou o primeiro disco do grupo.
Em 1969 cursou o primeiro grau no Colégio Dom Bosco em Monte Aprazível (SP) onde atuou como professor prático de música formando uma orquestra de cordas com setenta integrantes.
Em 1970 excursionou pelo Brasil fazendo direção e regência da Orquestra de Violões do Colégio Dom Bosco de Monte Aprazível.
Em 1971 foi para São Paulo e começou a trabalhar em casas noturnas como Carinhoso, Batuqueje, Zibuka, Jogral, Catedral da Samba, Telecoteco, Igrejinha e Terceiro Whisky.
Em 1972 participou como violonista no LP “Caminhada” de Marília Medalha, trabalhou com a violonista Rosinha de Valença. Trabalhou com a cantora Simone na boate Igrejinha.
Em 1973 trabalhou na noite paulista ao lado de Benito de Paula, Leny Andrade, Zé Luiz Mazziotti, Geraldo Cunha, Macumbinha, Mutinho e Bira (Sexteto do Jô). Participou do LP “Catedral do Samba Ao Vivo” ao lado de Alcione e Fabião.
Em 1974 fez o seu primeiro show com composições próprias no Teatro 13 de Maio.
Em 1975, ao lado da flautista Léa Freire, trabalhou com a cantora Alaíde Costa.
Em 1976, trabalhou com o Grupo Originais do Samba.
Em 1977  Participou de um grande show Acompanhando o grande compositor Adoniran Barbosa.  fez uma série de shows em universidades como:Puc,Fatec,Usp,Mackenzie, todas em São Paulo.
Em 1978, se apresentou ao lado de Johnny Alf e Alaíde Costa no Teatro Pixinguinha. produziu o LP "O Violão de Celso Machado" e gravou seu primeiro disco pela Gravadora Chantecler com a participação de Léa Freire, Roberto Sion, Celso Machado e Aluízio Pontes, LP que teve à música "O Polvo" como sucesso e a música "Velha Cidade" como trilha da novela "Como salvar meu Casamento" da extinta TV Tupi, ambas de parceria com Judith de Souza.
Em 1979, inaugurou o bar Boca da Noite e teve seu LP “Filó” como um dos mais executados neste ano.
Em 1980 produziu e dirigiu o LP “Confraria” de Robson Santos e participou do LP “Brincadeira Manhã” de Lé Dantas e Cordeiro.
Em 1981, participou do disco “Seduzir” de Djavan e gravou a música "Jogral" em parceria com o mesmo.
No mesmo ano fez uma turnê com Djavan e Fátima Guedes pelo projeto Pixinguinha. Fez direção musical do show "Bailarina" da cantora e compositora Fátima Guedes.
Em 1982, lançou o compacto simples "Trem Fantasma" que obteve grande execução nas rádios. Fez arranjos e produziu o LP "Neon" do Grupo Placa Luminosa.
Em 1983, lançou o LP "Origens" com participação especial de Djavan e Léa Freire, participou dos programas de maior audiência do circuito televisivo da época: Chacrinha, Fantástico, Bolinha, “As Mais Mais” da TV Bandeirantes e especiais da TV Cultura.
Teve a música "Terras de Minas" inclusa na novela "Voltei pra Você" da Rede Globo.
Em 1984, lançou o LP "Canto Fatal" com participação de Jane Duboc, Léa Freire, Roberto Sion, Antônio Adolfo e Banda Sururu de Capote. A música “Canto Fatal” foi versionada em italiano e gravada pelo cantor Jim Porto como “Che Será”.
Em 1985 viajou para os Estados Unidos onde se apresentou em casas de espetáculos como: “Razz ma Tazz” (Dallas), “Caravan of Dreams” (Fourth World) e teve seus dois LP’s “Origens” e “Canto Fatal” muito executados nas rádios americanas. Participou do LP “Entre Amigos” onde participaram também Michel Legrand, Gal Costa e Joyce.
Em 1986, no Rio de Janeiro, participou do “Free Jazz Festival” com Leny Andrade onde na mesma noite se apresentaram Egberto Gismonti e Ray Charles. Fez a trilha da peça "Sonho de uma noite de verão” (Shakespheare) e viajou novamente aos Estados Unidos para uma série de shows solo. Ao retornar ao Brasil, acompanhou o cantor “Cazuza” no programa de televisão “Som Brasil” da Rede Globo.
Em 1987 participou de um grande encontro de compositores na sala Guiomar Novaes. Acompanhou Ivan Lins no programa de televisão “Som Brasil” da Rede Globo.
Em 1988 fez arranjos e produção do CD "Brèsil" da cantora Loalwa Brás.
Em 1989 embarcou para França onde fez uma série de shows na “Cote D’azur” em casa de espetáculos como: L’aventure (Nice), Pam-Pam (Nice), em “Arma di Taggia” (Itália).  Neste mesmo ano conheceu Michel Legrand que o convidou para um espetáculo no “Teatro Bercy”.
Em 1990 fez uma série de shows na cidade de Paris em casa de espetáculos como: Baiser Sale, Le Petit Journal de Montparnasse, Discophage, Le Petit Opportun e Via Brasil (Bordeaux). Apresentou-se no Festival “Les Arts au Soleil” na costa atlântica da França.

Em 1991 se apresentou na Alemanha ao lado da cantora Elisabeth Tuchmann, na França no Festival de Uzeste ao lado de Jon Hendricks e em Fougeres no Festival Internacional de Guitarras, neste mesmo festival, apresentaram-se Larry Coryell, John Mac Laughlin Trio e Christian Escoudé Trio.
Em 1992 se apresentou no Festival “Nuits Atypiques” de Langon (França). Apresentaram-se neste Festival artistas do Folclore da Índia, Madagascar, Tailândia, África do Sul e Antilhas.
Em 1993 se apresentou no Festival de Uzeste na França, fez show na Córsega.
Produziu, dirigiu e fez arranjos dos CDs de Ana Carla e Robson Santos.
Gravou "Oxalá Père" na França com participação de Hermeto Paschoal e Loalwa Brás.
Em 1994 se apresentou no festival de Jazz de Cannes, neste mesmo festival, apresentaram-se Ray Charles, Nina Simone, All Jarreau, Michel Legrand e Diana Ross.
Em 1995 participou como músico, compositor e arranjador no CD "Rendez-vous Brésil Cuba" de Jane Bunnet.
Em 1996 lança o CD "Milagre da Canção" com participações de Cibele Codonho, Michel Legrand, Tetê Espíndola, Johnny Alf, Paulo Bellinati, Naylor Proveta, Michel Freidenson e Jane Bunnet.
Produziu, dirigiu e fez arranjos dos CDs “Luz” de Mônica Marsola e “Momentos” de Zezé Freitas, sabendo do interesse da intérprete na pesquisa do Folclore Brasileiro, o arranjador criou um pot-pourri de cantigas populares. O disco contém a faixa "Cantigas", gravada com violão acústico e percussão.
Em 1996 fez turnê por todo o Canadá com o Show "Rendez-vous Brésil Cuba" ao lado de Jane Bunnet.
Em 1997 fez direção musical e arranjos no CD “Vocalize” do Grupo Vocal A Três e produziu e fez arranjos no CD “Num Tom Delicado” de Bia Mestriner.
Em 1998 viajou para o Japão, faz apresentações com o grupo A Três, com Yuka Kido, e participa como músico e arranjador dos CDs “Mosaico” da percussionista Saoli Sendo e “Espírito Serafim” da cantora Toyonno.
Em 1999 produziu, dirigiu e fez os arranjos do CD "Zezé Freitas interpreta Zica Bergami" e teve o seu CD "Cantando um Samba" distribuído pela gravadora Mallandro Records nos Estados Unidos, Europa e Ásia.
Em 2000 se apresentou no “Altxerri” casa de espetáculos de San Sebastian (Pays Basco)  o CD “Cantando um Samba” foi indicado para o Grammy na categoria ”Latin Jazz”.
Em 2001 se apresentou no “Jazz House” de Copenhagen (Dinamarca), Tókio e Takasaki (Japão) ao lado da cantora Toyonno, Carnegie Hall de New York ao lado de Gal Costa, Dory Caymmi, Toots Thielemans, Cezar Camargo Mariano, Romero Lubambo, Jane Monheit e Paula Robison,”Esnug Harbor” de New Orleans,”Bird of Paradise” de Ann Harbor e “Night Town” em Cleveland. Fez a produção e arranjos do CD “Salada de Danças” da compositora Zica Bergami (Autora do clássico “Lampião de Gás”).
Em 2002 A Lua Discos lançou no mercado mundial o CD ”Porto Seguro” onde Filó Machado conta com as participações de Léa Freire, Arismar do Espírito Santo, Laércio de Freitas, Robertinho Silva, Keko Brandão e Naylor Proveta.                                          
Relançou os Álbuns, “Origens, Canto Fatal, Oxalá Père e Milagre da Canção” para o mercado Brasileiro e Asiático.
Em 2003 Filó Machado e o percussionista japonês Guennoshin lançaram o CD “F to G” e fizeram uma série de shows com o flautista número um do Japão “Masami Nakagawa”, fez arranjos e participou como interprete do CD “Cartas do Brasil” do compositor e instrumentista Tetsuo Sakurai, neste mesmo CD participaram, Djavan, Rosa Passos e Valéria Oliveira. Ainda neste mesmo ano Filó Machado fez um maravilhoso show ao lado de uma grande estrela da MPB “Tito Madi”.
Em 2004 se apresentou ao lado de Johnny Alf, Alaíde Costa, Carmem Costa e José Domingos um memorável show em homenagem a “Noite Paulista” no palco do SESC.                            
Lançou pela gravadora Maritaca o CD “Jazz de Senzala” com as participações de: Toninho Horta, Arismar do Espírito Santo, Théo de Barros, Léa Freire, Teco Cardoso, Vinicius Dorin e Thiago Espírito Santo.
Em 2005 realizou turnê pelo Japão em cidades como: Tóquio, Nagoya, Osaka, Kobe, Hatinohe, Yamagata, e Yokohama. No Brasil, lançou o CD Tom Brasileiro, em parceria com a cantora Cibele Codonho no Sesc Pompeia.
Em 2006, retorna ao Japão em nova turnê com seu filho baterista Sergio Machado e os músicos japoneses Tetsuo Sakurai e Akira Onozuka. Percorreram as cidades: Toquio(Blue Note), Yokohama(Motion Club), Nagoya, Osaka e participaram do Java Jazz em Jacarta na Indonésia. No mesmo ano, realizou turnê pela europa. Apresentou-se no Teatre Flagey em Bruxelas (Bélgica), no Nuy Atypiques em Langon(França), Concerti Sotto Le Stelle em Pescara(Itália). Ainda em 2006, apresentou-se com seu grupo no Teatro Nacional Sucre em Quito(Equador).
Em 2007, foi convidado para ser o diretor musical, arranjador, cantor e músico do projeto: Era Iluminada- Bossa Nova no Sesc Pompeia. Com as participações de: João Donato, Joyce, Roberto Menescal, Claudette Soares, Miucha, Miele, Adriana Godoy, Giana Viscardi, Dj Patife, Dj Mad Zoo, Daniel D’Alcantara, Fabio Torres, Sergio Machado e Carlinhos Noronha. O projeto de 3 noites de apresentações foi um sucesso e se repetiu no final do ano nos Sescs Piracicaba e Santos e no Teatro Raul Cortez. No mesmo ano apresentou-se com seu grupo no Festival de Guayaquil (Equador).
Em 2008 participou do festival Tensamba, nas Ilhas Canárias (Espanha). Em seguida participou do projeto: Encontros, dividindo o palco com João Donato no Sesc Vila Mariana.
Em 2009, apresentou-se no Massey Hall em Toronto (Canadá) onde participaram Gal Costa e Romero Lubambo. Apresentou-se no D'izzys Club Coca Cola em New York( EUA). Participou do CD de Andreas Oberg. No mesmo ano terminou o Cd Ubida com as participações de: Cesar Camargo Mariano, Kenny Barron, Daniel D’Alcantara, Nilson Matta, Paulo Braga, Teco Cardoso, Gabriel Grossi e Daniel Santiago, com direção de Rick Warm. No Brasil, participou do Sesc Instrumental Brasil com Edu Ribeiro, João Paulo Ramos Barbosa, Rubem Farias e Fabio Leandro. Em seguida, realizou o show de lançamento do Cd Ubida no Sesc Pompeia.
Em 2010, participou do Barquisimeto Jazz Festival na Venezuela, realizou sua primeira viagem à Ucrânia, apresentando-se no Teatro de Kiev. Em seguida realizou turnê pela China e participou do Expo Mundial Shanghay. No Brasil, participou do projeto  Jazz na Fabrica no Sesc Pompeia com convidados como: Olmir Stocker, Walmir Gil, François de Lima, Pichu Borrelli, Michel Freidenson e Sergio Machado. No mesmo ano, participou de shows de Jorge Vercillo no lançamento do Cd DNA com a música Arco – Iris, um sucesso de parceria de Jorge Vercillo (letra) e Filó Machado (música).
Em 2011, realizou masterclass na Berklee College Of Music durante duas semanas para alunos e professores. Embarcou direto para a China em turnê  com a cantora chinesa Jasmine Chen. No mesmo ano realizou turnê pela Ucrânia nas cidades: Kiev, L'viv, Odessa, Simferopol, Denipropetrovsk, Kremenchuk, Therkassi, Mykolaiv e na Rússia em Moscou, Kazan, Kemerovo, Novorossisk, Rostov, Krasnodar, Sochi, Nijni Novgorod.  No Brasil, realizou apresentação no projeto: Família Machado in Concert, onde contou com as participações de seus familiares músicos: Sergio Machado (filho e baterista), Carlinhos Machado (irmão e guitarrista), Gera Machado (irmão e percussionista), Alessandro Machado (sobrinho, cantor e violonista), Isabela Mestrinér Machado (filha e cantora) e Felipe Machado (neto e cantor) no Sesc Ribeirão Preto.
Em 2012, participou do Lençóis Jazz & Blues em Barreirinhas (MA) em trio e do Santos Jazz Festival na cidade de Santos (SP) em quinteto. Homenageou ao lado da cantora Zezé Freitas, a compositora Zica Bergami (lampião de gás) no Sesc Santana. Embarcou para Europa e realizou nova turnê pela Ucrânia (cidades) e Russia (cidades). Em seguida embarcou para Balatonfured na Hungria. Através de edital do SESI, realizou novamente o show Família Machado in Concert, na cidade de Franca. Participou do Projeto: Na Roda do Bourbon Street em São Paulo (SP), com show e entrevista. No ano seguinte, participou do Ibitipoca Jazz em Minas Gerais e shows com seu grupo em casas paulistanas como Jazz Nos Fundos, Ao vivo Music e All Of Jazz, em seguida embarcou para mais uma turnê pela Ucrânia/Russia.
Em 2014, participou do Jericoacoara Jazz, em seguida participou do Programa Sr Brasil de Rolando Boldrin ao lado da cantora Cibele Codonho e do neto Felipe Machado. Retorna para Ucrânia em mais apresentações. Em Setembro participa do show de 80 anos de João Donato no Sesc Vila Mariana. Em outubro embarca para turnê no Japão (Tóquio/Nagoya/Yokohama) e EUA (Seattle/Portland/Olympia) ao lado do neto Felipe Machado e juntos participam do Festival da Música Brasileira em Tóquio e apresentação na conceituada The Triple Door em Seattle. Retornam ao Brasil e seguem para o 1º POA Jazz Festival em Porto Alegre (RS) juntamente com Rubem Farias, João Paulo Ramos Barbosa, Vitor Cabral e Fabio Leandro. Apresentaram-se no mesmo dia de Nivaldo Ornelas e Hermeto Pascoal.
Em 2015, participou do Programa Ensaio da TV Cultura apresentado por Fernando Faro com a formação sexteto. No mesmo ano, a filha e produtora de Filó Machado, criou o Projeto Gerações: avô (Filó Machado) e neto (Felipe Machado) apresentando-se juntos em projetos musicais. Participaram do Circuito Off na Caixa Cultural de Curitiba no Paraná, do São Lourenço Jazz Festival em Minas Gerais, do 10º FEM em São Jose do Rio Preto (SP), do 37º FEMUCIC em Maringá (PR) com show e Workshop, do Clube do Choro em Santos, com show e workshop, do Composição Ferroviária em Poços de Caldas (MG), do MPB no Memorial em São Paulo (SP) e no Gincana Cultural do CCSP de São Paulo (SP) e no Sesc Sorocaba (SP). Realizaram dezenas de shows ao longo do ano em Florianópolis(SC), Cambuquira (MG), Penedo (RJ), São Paulo (SP).
Em 2016, Filó Machado sexteto participou do Projeto: Concertos Astra Finamax em Jundiaí (SP). Em seguida foi o Projeto Gerações novamente em Curitiba para realização do Projeto: Música Pra Gente Miúda. Lançou do CD Quando Se Quer Amar para homenagear as mulheres. São 15 composições em parcerias com mulheres e o CD foi produzido apenas por mulheres. Filó Machado participou do Santos Jazz Festival ao lado da cantora Cibele Codonho e do neto Felipe Machado com o projeto Tom Brasileiro (mesmo nome do CD) para homenagear os 90 anos de Tom Jobim. Em seguida participou novamente do Lençóis Jazz &Blues, desta vez na cidade de São Luis(Ma) com Felipe Machado e o pianista Fabio Leandro. Participou também do Natal Fest Bossa e Jazz na cidade de Natal (RN) com Felipe Machado, Sergio Machado e Thiago Espirito Santo. Participou do Brazilian Day em Estocolmo(Suécia). Em Outubro, o Projeto Gerações cresceu e realizaram mais uma apresentação no CCSP de São Paulo (SP). Filó Machado (avô), Sergio Machado (filho) e Felipe Machado (neto), dividiram o palco com outra família musical: Otiniel Aleixo (pai), Bebé Salvego (filha) e Felipe Salvego (filho), acompanhados do baixista Sidiel Vieira e do pianista Fabio Leandro. Realizou shows em eventos corporativos como o Música em Pauta pela APM.
Em 2017, foi convidado por Zé Renato (Boca Livre) para participar do Música + ao lado de Jose Trajano, onde o público assistiu música e conversas sobre futebol. Esse encontro rendeu o convite para Filó participar do programa de internet de Jose Trajano: Na sala do Zé. Filó Machado e Felipe Machado participaram de bate-papo e apresentaram músicas de seu repertório. Realizaram show no Jazz Village em Penedo ao lado da cantora Andrea Brandão e em Abril realizou sua 6º turnê pela Ucrânia, além de Bielorrússia, Inglaterra e França. 

## Prêmios e Indicações
| Ano  | Prêmio                         | Categoria                 | Trabalho Indicado | Resultado | Ref.  |
| ---- | ------------------------------ | ------------------------- | ----------------- | --------- | ----- |
| 2017 | Prêmio Profissionais da Música | Melhor Autor / Compositor |                   | Venceu    | [ 3 ] |

## Discografia
Álbuns de Estúdio
1983     Origens   Filó . Selo Pointer  LP 
- 1984 - Canto fatal • Selo Pointer • LP
- 1993 - Oxala-pere • Selo Kar (França) • CD
- 1997 - Ninhal • Selo Maritaca • CD
- 2001 - Porto seguro • Lua Discos • CD
- 2002 - Milagre da canção • CD
- 2003 - Jazz de senzala • Selo Maritaca • CD
- 2003 - Villaggio Café • França • CD
- 2003 - Cantando samba • Selo Malandro Records • CD

Participação em Outros Projetos
- 2009 - Rosa Emília - Cacaso, parceiros e canções • Gravadora Lua Discos • CD